# بوب الكسندر
بوب الكسندر هو لاعب كرة قاعدة كندي، ولد في 7 أغسطس 1922 في فانكوفر في كندا، وتوفي في 7 أبريل 1993 في أوسيانسيدي في الولايات المتحدة.

## وصلات خارجية
- بوب الكسندر على موقع الدوري الياباني لكرة القاعدة (الإنجليزية)
- بوب الكسندر على موقعبيزبول رفرنس.كوم (الدوري الرئيسي) (الإنجليزية)
- بوب الكسندر على موقعبيزبول رفرنس.كوم (الدوري الثانوي) (الإنجليزية)
- بوب الكسندر على موقع مشجعي الرسوم البيانية (الإنجليزية)